# Kolárovice
Kolárovice est un village de Slovaquie situé dans la région de Žilina.

## Histoire
Première mention écrite du village en 1312.

## Démographie

### Évolution de la population
| Année:               | 1994. | 2004.   | 2014.   | 2024.   |
| -------------------- | ----- | ------- | ------- | ------- |
| Nombre de personnes: | 1960  | 1890    | 1825    | 1786    |
| Différence:          |       | -3,57 % | -3,43 % | -2,13 % |

| Année:               | 2023. | 2024.   |
| -------------------- | ----- | ------- |
| Nombre de personnes: | 1793  | 1786    |
| Différence:          |       | -0,39 % |